# الجمعية الإسلامية الأفغانية
الجمعية الإسلامية الأفغانية (بالفارسية: جمعیت اسلامی افغانستان)؛ هو حزب سياسي إسلامي أفغاني بقيادة صلاح الدين رباني وزير الخارجية الأفغاني السابق (2001-2005)، تأسست في عام 1972 من قبل برهان الدين رباني. وهي حزب سياسي يغلب عليه الطابع الطاجيكي في أفغانستان . تم تشكيلها في الأصل كمجتمع سياسي طلابي في جامعة كابل. لديها أيديولوجية مجتمعية تستند إلى الشريعة الإسلامية. خلال الحرب السوفيتية الأفغانية والحرب الأهلية الأفغانية التالية ضد الحكومة الشيوعية كانت الجمعية الإسلامية واحدة من أقوى مجموعات المجاهدين الأفغان. قاد برهان الدين رباني الحزب (بما في ذلك أسلافه) من 1968 إلى 2011، وشغل منصب رئيس دولة أفغانستان الإسلامية من 1992 إلى 2001، في المنفى من 1996.

## التاريخ

### السنوات الأولى
"نشأت" جمعية في عام 1972 من "الجماعات الإسلامية غير الرسمية التي كانت موجودة منذ الستينيات". بقيادة برهان الدين رباني، أستاذ اللاهوت الإسلامي في جامعة كابل، كان مستوحى من أبو الأعلى المودودي والجماعة الإسلامية في باكستان. عندما أمر محمد داود خان باعتقال رباني في عام 1973 ، فر رباني إلى باكستان، والجماعة الإسلامية التي استضافته هناك في البداية. (لاحقًا خسر الجامع دعم الجماعة الإسلامية للحزب الإسلامي الأكثر أصالة.
في باكستان ، جمع الأستاذ رباني شخصيات مهمة وواصل بناء الحزب. أصبح السيد نور الله عماد ، الذي كان آنذاك شابًا مسلمًا في جامعة كابول ، أمينًا عامًا لها ، ثم نائبًا لرئيسها فيما بعد. بعض قادتها البارزين هم الأستاذ ذبيح الله ، أحمد شاه مسعود ، إسماعيل خان ، عطا محمد نور ، الملا نقيب والدكتور فضل الله . قاد أحمد شاه مسعود الجناح العسكري للحزب.

### انشقاق مسعود - حكمتيار

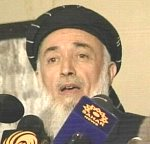
برهان الدين رباني.

كان كل من أحمد شاه مسعود وقلب الدين حكمتيار من أوائل أتباع رباني، حيث كانا طلاب جامعة كابول في ذلك الوقت. انفصل حكمتيار عن الجمعية عام 1976 ليؤسس حزبه الخاص: الحزب الإسلامي.
شكلت المجموعتان الاتجاهين الرئيسيين للحركة الإسلامية في أفغانستان، وبعد انقلاب أبريل 1978 ووحشية الجيش السوفيتي الغازي، كانت أقوى مجموعتين من المجاهدين الأفغان في الثمانينيات.

### الجمعية
دعا رباني والجمعية إلى "بناء حركة ذات قاعدة واسعة من شأنها أن تخلق دعمًا شعبيًا" ، وهي استراتيجية تدريجية للتغلغل في المجتمع وجهاز الدولة للوصول إلى السلطة.] كان الطاجيك يسيطرون على الجماعات ولكن كان لديها "قطاع قبلي وإقليمي" أكبر من المجموعات الأخرى ، وكانت على استعداد للبحث عن "أرضية مشتركة" مع غير الإسلاميين. وقد اكتسبت مكانة بارزة بسبب النجاح في ميدان المعركة لأحمد شاه مسعود.

### الحزب الإسلامي
المقال الرئيسي: الحزب الإسلامي
كان الحزب الإسلامي بأغلبية ساحقة غيلزاي باشتون ، وبدعم من الرئيس الباكستاني ضياء الحق . كان زعيمها ، حكمتيار ، "معاديًا بشدة لأي شكل من أشكال التسوية" لصالح النزاع المسلح العنيف. ونتيجة لذلك ، حصل الحزب الإسلامي، وليس الجمعية، على دعم الإخوان المسلمين والجماعة الإسلامية الباكستانية والشبكات السعودية.

### الغزو السوفيتي
بعد الغزو السوفيتي لأفغانستان عام 1979، نظم مسعود مجموعة من المجاهدين في مقاطعة باروان للقتال ضد الحكومة الشيوعية وحلفائهم السوفييت. نمت هذه المجموعة لتسيطر على عدة محافظات وتضم آلاف المقاتلين. شن الجيش السوفيتي سلسلة من الهجمات الكبرى لمحاولة تدمير قواتهم ، لكنهم لم يتمكنوا من الاشتباك مع معظم رجال مسعود.

### معارك بين الجمعية والحزب الإسلامي
بعد انسحاب القوات السوفيتية في عام 1989 ، استمرت مجموعات المجاهدين في إنهاك القوات الحكومية. لكنهم قاتلوا أيضًا فيما بينهم: في يونيو 1990 ، تسببت المعارك بين جمعية قلب الدين وحزب قلب الدين في لوجار وبروان في سقوط مئات الضحايا من كل جانب.

### 1991-2001
في عام 1991 ، شاركت قوات الجمعية في حرب الخليج ضد حزب البعث في العراق .
في عام 1992، انهارت الحكومة الشيوعية بالكامل. كانت قوات الجمعية من بين أول من دخلوا كابول . في غضون ذلك، أدى اتفاق السلام وتقاسم السلطة بين قادة الأحزاب السياسية الأفغانية إلى اتفاق مبدئي لتعيين برهان الدين رباني، الذي قضى الحرب الأهلية في المنفى ، كرئيس مؤقت. سميت اتفاقية السلام باتفاقيات بيشاور.
لكن قلب الدين حكمتيار لم يؤيد اتفاق السلام على الرغم من حقيقة أنه عُرض عليه مرارًا منصب رئيس الوزراء. بعد ذلك، هاجم الحزب الإسلامي الذي ينتمي إليه الحكومة المؤقتة الجديدة وعاصمة كابول بعشرات الآلاف من الصواريخ. عندما بدأ حزب الوحدة والاتحاد الإسلامي حربًا ثانية في عام 1992 وانضم جنبيش ملي بقيادة دوستم إلى حكمتيار في عام 1994 ، شهدت كابول حربًا مروعة مع خسائر مدنية هائلة وتدمير جزء كبير من المدينة. في عام 1995، احتفظت حكومة دولة أفغانستان الإسلامية أيضًا مع قوات الجمعية بالسيطرة على كابل، مما أدى إلى تراجع تحالف حزب حكمتيار ، الحزب الإسلامي .حزب الوحدات وعبد الرشيد دستم جمبيش الملي الإسلامي.
بحلول عام 1995، كانت حركة طالبان، التي سيطرت على جزء كبير من جنوب أفغانستان بسهولة نسبية في العام السابق ، تتقدم نحو كابول. رفضت جمعية جاميات مطالب طالبان بالاستسلام ، ورفضت طالبان عرض الجمعية للانضمام إلى عملية سياسية سلمية تؤدي إلى انتخابات عامة. في مارس 1995 ، سلم مسعود طالبان أول خسارة كبيرة لهم ، ولكن بمساعدة دعم سعودي وباكستاني ، أعادوا تنظيم صفوفهم وشنوا هجومًا في منتصف عام 1996. أمر مسعود بانسحاب قواته بينهم جمعية لتجنب حمام دم آخر.
بعد استيلاء طالبان على كابول، تخلت فصائل المجاهدين الرئيسية عن نزاعاتها وشكلت الجبهة الإسلامية المتحدة لإنقاذ أفغانستان (الجبهة المتحدة)، المعروفة في الغرب باسم التحالف الشمالي، وأصبح رباني رسميًا حزبها. قائد سياسي. وتقلد أعضاء جامعات آخرون مناصب عليا في حكومة الجبهة المتحدة: فقد شغل يونس قانوني منصب وزير الداخلية، وأصبح الدكتور عبد الله وزيراً للخارجية على سبيل المثال.
في 9 سبتمبر 2001، قبل يومين فقط من هجمات 11 سبتمبر في الولايات المتحدة، اغتيل مسعود على يد انتحاريين اثنين ، ربما بتحريض من القاعدة. بعد ذلك مباشرة شنت قوات طالبان هجومًا كبيرًا على مواقع الجبهة المتحدة. تم اختيار محمد قاسم فهيم خلفا لمسعود كقائد للجناح العسكري للجمعية الإسلامي وصد هجوم طالبان. بمساعدة مكثفة من تحالف تقوده الولايات المتحدة في أكتوبر ونوفمبر 2001 (انظر الحرب في أفغانستان (2001-2021)، استعادت قوات الجبهة المتحدة السيطرة على معظم أفغانستان.
اغتيل مؤسس الجمعية وزعيمها ، برهان الدين رباني ، في عام 2011. ومنذ ذلك الحين ، قاد ابنه صلاح الدين رباني الحزب.
بعد وصول طالبان إلى السلطة في عام 2021 ، غادر صلاح الدين رباني أفغانستان.